# Hendrick Cornelisz Schaep

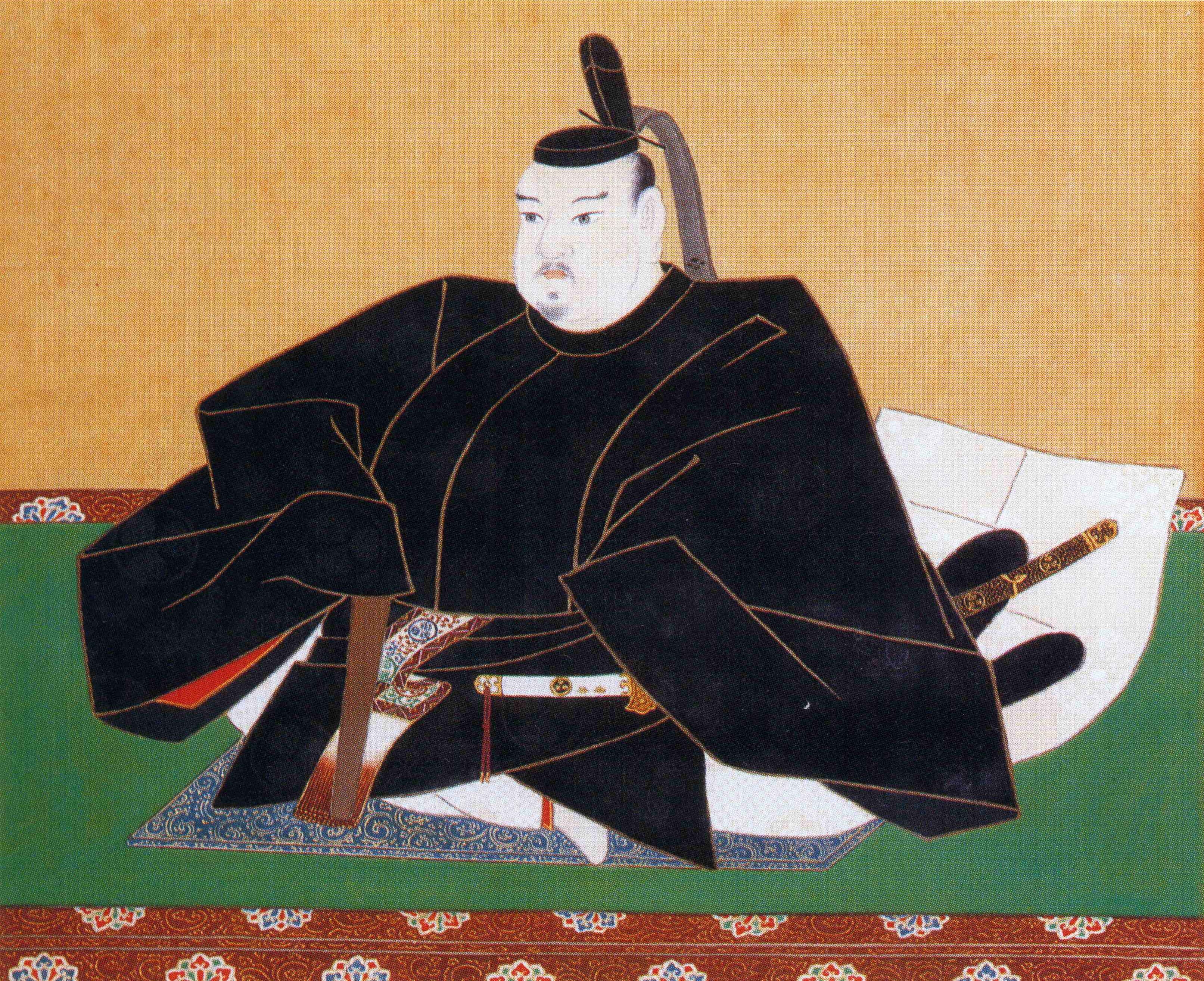
Šógun Iemicu Tokugawa (1604–1651)

Hendrick Cornelisz Schaep (1611–1647) byl nizozemský mořeplavec, kapitán Východoindické společnosti.
O Schaepově životě toho není příliš známo. V roce 1642 odešel z Vlissingenu a o devět měsíců později dorazil do Batávie. Nejvíce je připomínán díky výpravě, které se zúčastnil v r. 1643 jako kapitán pod velením Martina Vriese.

## Výprava
Cílem výpravy do severozápadní části Tichého oceánu bylo prozkoumat pobřeží Tatarie a zároveň nalézt legendární zlaté a stříbrné ostrovy, které již v r. 1639 neúspěšně hledala výprava Matthijse Quasta. Velitel Vries plul na lodi Castricum a Schaep na lodi Breskens, což byl mimořádně dobře vyzbrojený trojstěžník se čtvercovými plachtami, asi 33 metrů dlouhý a sedm metrů široký. Lodě vypluly z Batávie 3. února 1643. Po společné plavbě se zastávkou na Molukách se lodě ve velké bouři 20. května navzájem ztratily poblíž Hačidžodžimy, ostrova vzdáleného zhruba 290 km na jih od Tokia.
Bohužel Breskens nevezla téměř žádné zásoby jídla, a tak po týdnu čekání vešla posádka do kontaktu s místními obyvateli a směňovala s nimi tabák a arak za jídlo. 10. června nechal Schaep zakotvit poblíž vesnice Jamada a k obchodování vyslal ozbrojenou posádku, jejímž úkolem bylo přivézt i vodu. Japonci nahlásili pohyb lodi do Morioky, hlavního města prefektury Iwate. K jejich překvapení se Breskens po šesti týdnech do zátoky vrátila. Z obavy před možnými následky připravili lest cílem posádku zajmout. 29. července dorazil na palubu místní pohlavár s deseti ženami a pozvali kapitána na oslavu. Na tu vzal Schaep s sebou ještě 9 neozbrojených mužů a poté, co popili saké, byli přepadeni a zajati.
31. července odplula Breskens ze zálivu s obchodníkem a zbytkem námořníků, ale bez kapitána. Během své plavby dlouhé 2 500 km hledali zlaté a stříbrné ostrovy; přitom zemřela třetina posádky (18 mužů) a ostatní onemocněli vodnatelností a kurdějemi. 9. listopadu se poblíž ostrova Kjúšú shledali s lodí Castricum. Lodě pak pluly společně do pevnosti Fort Zeelandia na Tchaj-wanu a 14. prosince 1643 se navrátily do Batávie.
Mezitím byli zajatí Nizozemci odvezeni do Eda, kde byli po čtyři měsíce vyslýcháni šógunem Iemicu Tokugawou. Vláda byla poněkud překvapena, když se ukázalo, že jde Nizozemce, protože se nejvíce obávala jezuitů a jejich snahy o šíření křesťanství. 10. září se donesly zprávy o posádce z Breskens do nizozemské faktorie Dešima a její správce Jan van Elseracq odejel usilovat o osvobození námořníků. Po výslechu, který vedl van Elseracq bylo jasné, že posádka nebyla katolická, ale že chtěla objevit nové pobřeží a vést obchod, a šógun svolil posádku osvobodit. Požadoval, aby se Holanďané chovali méně podezřele. Van Elseracq také diplomaticky souhlasil s tvrzením, že posádka byla zachráněna z vraku lodi. 8. prosince bylo všichni námořníci propuštěni, předáni Elseracqovi a 24. prosince opustili Edo. Na odjezd z Dašimy museli čekat devět měsíců až do 16. října 1644. Teprve poté dorazila posádka konečně zpátky do Batávie.
Důstojníci z lodi Breskens do lodního deníku nezapsali, že zajatci byli chyceni kvůli seznámení s japonskými ženami, se kterými se předchozího večera setkali na palubě.
Příběhem námořníků z Breskens se inspiroval Jonathan Swift při psaní Gulliverových cest.